# Alphonse Bouilliez-Bridou
Lucien Bouilliez-Bridou est un homme politique français né le 1er janvier 1815 à Savy-Berlette (Pas-de-Calais) et décédé le 24 avril 1888 à Arras (Pas-de Calais).
Maire d'Habarcq, il est député du Pas-de-Calais de 1881 à 1885, siégeant dans la majorité opportuniste.

## Sources
- « Alphonse Bouilliez-Bridou », dans Adolphe Robert et Gaston Cougny, Dictionnaire des parlementaires français, Edgar Bourloton, 1889-1891 [détail de l’édition]